# Kukurovići
Kukurovići (Servisch cyrillisch Кукуровићи) is een plaats in de Servische gemeente Priboj. De plaats telt 66 inwoners (2002).